# Кинеф
Кине́ф Хи́осский (др.-греч. Κύναιθος или Κίναιθος) — древнегреческий рапсод, член рода Гомеридов, иногда считающийся автором гомеровского гимна Аполлону.
Основным источником сведений о Кинефе является схолия ко второй Немейской оде Пиндара. В этой схолии утверждается, что школа Кинефа занимала видное место среди Гомеридов и что входившие в неё поэты написали многие из своих сочинений под именем Гомера, причём Гимн Аполлону сочинил сам Кинеф. Он был первым, кто декламировал гомеровские поэмы в Сиракузах (во время 69-й Олимпиады, 504—501 годы до н. э.). Некоторые комментаторы считают, что эта датировка не имеет смысла, поскольку гомеровские поэмы должны были попасть в Сиракузы гораздо раньше. Однако первоначальная дата хорошо соответствует вероятной дате написания гомеровского гимна Аполлону; гимн предположительно был сочинён в 522 году до н. э. для исполнения на необычном двойном празднике, который состоялся в честь Аполлона на Делосе (при Поликрате Самосском) и в Дельфах.
Основываясь, несомненно, на этой схолии или подобном тексте, Евстафий Солунский называет Кинефа первым распространителем гомеровских поэм и фальсификатором гомеровских стихов.